# Unter Null (Roman)
Unter Null (Less Than Zero) ist der erste Roman von Bret Easton Ellis, welcher erstmals 1985 vom Penguin Verlag herausgebracht wurde. Ellis veröffentlichte ihn noch in seiner Studienzeit als 21-Jähriger. In seinem Erscheinungsjahr verkaufte er sich 50.000-mal.

## Inhalt
Der verwöhnte 18-jährige Student Clay fliegt über die Weihnachtsferien von seinem College in New Hampshire zu seinen Eltern nach Kalifornien, um sie zu besuchen. Vom Flughafen holt ihn seine Ex-Freundin Blair ab und bringt ihn nach Hause. Es fällt Clay schwer, wieder in sein altes Leben zurückzufinden. Viele seiner Freunde haben sich von ihm entfremdet, er selbst ist ständig demotiviert und lustlos. Er besucht fast jeden Tag Partys von Freunden oder geht in Clubs, wo er zudem jede Menge Drogen nimmt und promiskuitiven Sex mit Frauen wie auch Männern hat. Seine Beziehung zu Blair wird immer schlechter, während er erst noch Gefühle für sie hatte. Seine Mutter steht dauerhaft unter dem Einfluss von Psychopharmaka. Sein Freund Julian ist mittlerweile kokainabhängig und prostituiert sich für den Zuhälter Finn, in dessen Schuld er steht. Bei einer Party bringt ein Freund Clays einen Snuff-Film mit, was jedoch niemanden außer Clay und Blair verstört. Ein anderes Mal besucht Clay einen seiner Freunde und findet dort ein 12-jähriges Mädchen an ein Bett gefesselt, das von den Männern vergewaltigt wird, wobei er wiederum der Einzige der Anwesenden ist, der moralische Bedenken äußert. Ein paar Tage später hört er im Radio, dass in Los Angeles die Leiche eines jungen Mädchens gefunden wurde. Nachdem Clay keinen Anschluss mehr an sein altes Leben findet, beschließt er nach New Hampshire zurückzukehren. Ob er je wieder nach Los Angeles kommen wird, bleibt offen.

## Stil
Bret Easton Ellis verwendet häufig Stilelemente der Wiederholung, „People are afraid to merge on the Freeway“ ist ein immer wiederkehrendes Zitat, ähnlich wie „Disappear here“. Clay und sein Umfeld werden als nihilistisch, oberflächlich und vergnügungssüchtig beschrieben. Fast alle seine Freunde sind Models mit kurzen blonden Haaren; in einem Kapitel wird beschrieben wie ein Junge mit braunen langen Haaren von allen nahezu unbewusst gemieden wird. Wie auch in Einfach unwiderstehlich und American Psycho befinden sich die Charaktere ständig unter Drogeneinfluss und sind resistent gegen Gewalt und Pornografie.

## Entstehungsgeschichte
Ellis begann schon mit 16 Jahren an Less Than Zero zu arbeiten. Nach eigenen Angaben schrieb er, zeitweise unter Einfluss von Speed, einen 4.000 Seiten langen Entwurf, obwohl die endgültige Fassung nur 182 Seiten lang ist. Ellis präsentierte Less Than Zero ursprünglich nur als Abschlussarbeit für den Creative-Writing-Kurs am Bennington College in Washington, das er besuchte. Sein Professor war von dem Entwurf so beeindruckt, dass er ihn motivierte, die Arbeit als Roman zu veröffentlichen.
Der Titel des Buches, Less Than Zero, ist eine Anspielung auf einen Song von Elvis Costello. Es sind mehrere Anspielungen auf Elvis Costello im Buch zu finden, es hängen zum Beispiel mehrere Poster von ihm in Clays Zimmer.

## Rezeption

### In der Popkultur
Es gibt mehrere Anspielungen in der modernen Popkultur auf das Buch. Eine Folge der Zeichentrickserie Futurama trägt z. B. den Namen Less Than Hero. Sowohl Bloc Party als auch die walisische Rockband Manic Street Preachers widmeten dem Roman einen Song.

### Kritiken
Literaturschock resümiert positiv über das Buch und propagiert dessen Hochstilisierung zum Kultstatus:

„'Unter Null' entwickelt sich zum Kultbuch. Die jungen Amerikaner finden sich wieder in B. E. Ellis’ Geschichte von Clay und seinen Freunden im Los Angeles der 80er-Jahre, diese Kinder reicher, aber gelangweilter Eltern, die ihrem mondänen Leben zwischen Partys, Sex, Drogen und Gewalt kaum noch einen Kick, geschweige denn einen Sinn abgewinnen können.“

Unique-Online über die Stimmung, die Unter Null vermittelt:

„'Unter Null', das ist die Temperatur der zwischenmenschlichen Beziehungen der Akteure. Unter Null, das ist eine Metapher für die Empfindungen der College-Kids, als sie sich die Folterung eines kleinen Mädchens in einem Snuff-Video ansehen. Unter Null, das ist ein Buch das fasziniert und verstört. Bret Ellis’ Abgesang auf die Welt des großen Scheins, in der das Sein zum bloßen Klischee verkommt. Zu einer vagen Idee, zu einem nicht enden wollenden Gaukelspiel blutleerer Statisten. Und wir werden uns fragen müssen: wer trägt die Schuld daran?“

## FortsetzungImperial Bedrooms
Im Januar 2008 gab Ellis in einem Interview bekannt, an einer Fortsetzung zu Less Than Zero zu arbeiten, welche ebenfalls nach einem Elvis-Costello-Song Imperial Bedrooms betitelt werden soll. In der Fortsetzung treten zum Teil dieselben Charaktere wie in Less Than Zero auf, allerdings in der damaligen Gegenwart; die Charaktere sind also gealtert. Das Buch erschien im Juni 2010.
Einen weiteren Anknüpfungspunkt gibt es offensichtlich in Ellis’ Buch Die Informanten, das aus mehreren Kurzgeschichten besteht. Eine Geschichte handelt von einem Briefwechsel zwischen einer Studentin und einem gewissen Clay, möglicherweise demselben Clay wie in Unter Null.

## Verfilmung
Im Jahr 1987 erschien die gleichnamige Verfilmung mit Andrew McCarthy, Jami Gertz und Robert Downey Jr. in den zentralen Rollen. Ellis zeigte sich nicht glücklich über die Verfilmung, die im Vergleich zum Buch viele Änderungen vornahm. So sind die Exzesse der Charaktere abgeschwächt, die bi- und homosexuellen Elemente weitestgehend entfernt und Clay wird überwiegend positiv als Sympathieträger porträtiert.